# تپه نقاره خانه
تپه نقاره خانه مربوط به هزاره اول است و در شهرستان آبیک، روستای میانکوه واقع شده و این اثر در تاریخ ۲۵ اسفند ۱۳۸۰ با شمارهٔ ثبت ۵۴۴۸ به‌عنوان یکی از آثار ملی ایران به ثبت رسیده است.